# Şəfi bəy Rüstəmbəyov

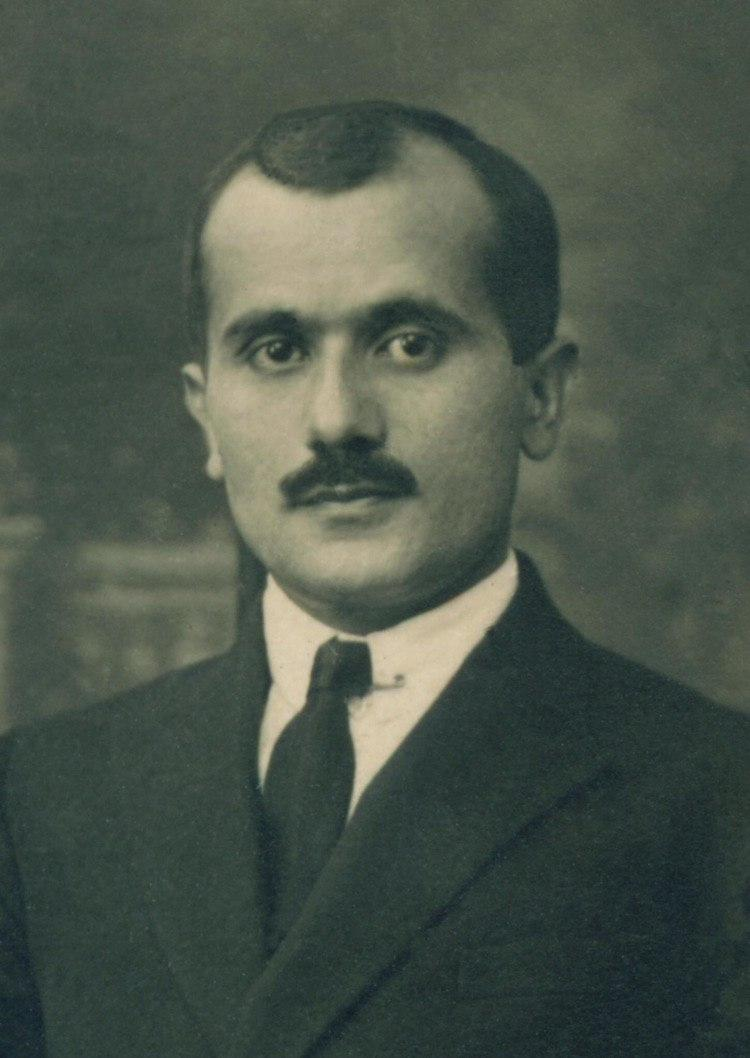
Şəfi bəy Rüstəmbəyov

Şəfi bəy Mustafa bəy oğlu Rüstəmbəyov (eingedeutscht Schafi bäj Rüstembekow; * 21. April 1893 im Dorf Aydınqışlaq, Ujesd Nuxa, Nucha, Gouvernement Elisawetpol, Russisches Kaiserreich; † 20. Dezember 1960 in Istanbul, Türkei) war ein aserbaidschanischer Staatsmann, Jurist, Publizist und einer der Gründungsväter der Demokratischen Republik Aserbaidschan (1918–1920).

## Leben
Rüstəmbəyov erwarb seine allgemeine Schulausbildung im Männergymnasium von Elisawetpol (heute Gəncə). 1911 ließ er sich an der Kaiserlichen St.-Wladimir-Universität von Kiew (heute Nationale Taras-Schewtschenko-Universität Kiew) einschreiben. Bereits während der Studienzeit wurde er politisch aktiv und trat dem Kiewer Zweig der Musavat-Partei bei.
Nach dem Abschluss 1916 kehrte er nach Aserbaidschan zurück und war für eine kurze Zeit als vereidigter Rechtsanwalt am Bezirksgericht von Elisawetpol tätig. 1917 wurde er Vorstandsmitglied von Musavat und noch im selben Jahr als Abgeordneter der muslimischen Fraktion in den Transkaukasischen Sejm gewählt.
Rüstəmbəyov gehörte zu den Unterzeichnern der Unabhängigkeitserklärung der Demokratischen Republik Aserbaidschan (DRA) am 28. Mai 1918. Ein halbes Jahr später begann er seine Tätigkeit als Publizist für die russischsprachige Redaktion der Zeitung „Aserbaidschan“. Mit der Eröffnung des aserbaidschanischen Parlaments am 7. Dezember 1918 berief man Rüstəmbəyov zum Vorsitzenden der Mandatskommission.
Nach der erzwungenen Auflösung der DRA durch Bolschewiki am 28. April 1920 ging Rüstəmbəyov nach Tiflis und gründete dort das „Komitee zur Rettung Aserbaidschans“. Nach der Eroberung Georgiens durch die Rote Armee 1921 setzte er sich in die Türkei ab und begann gemeinsam mit Məhəmməd Əmin Rəsulzadə die Zeitschrift „Yeni Kafkasya“ herauszugeben, um die Menschen in Aserbaidschan gegen die Sowjetmacht zu mobilisieren. In den folgenden Jahren kam es jedoch zu Meinungsverschiedenheiten mit Rəsulzadə. Er schrieb auch für die Zeitungen „Kaukasus“ (Кавказ) und „Prometheus“ (Прометей), die in Paris publiziert wurden.
Rüstəmbəyov starb im Jahr 1960 in Istanbul und wurde dort auf dem Friedhof „Feriköy“ im Stadtteil Şişli beigesetzt.